# Behrens (Familienname)
Behrens ist der Familienname folgender Personen:

### A
- Achim Behrens (* 1967), deutscher lutherischer Theologe
- Adolph Behrens (1833–1896), deutsch-englischer Musiker und Mäzen
- Adolph Kraft-Behrens, deutscher Uhrenfabrikant, Gründer von Kraft-Behrens
- Albert Behrens (1891–1976), deutscher Politiker (SPD)
- Alexandra Behrens (* 1984), deutsche Sängerin und Sprecherin
- Alfred Behrens (* 1944), deutscher Hörspielregisseur
- Anna Behrens (1850–nach 1913), deutsche Schriftstellerin

### B
- Behrend Behrens (1895–1969), deutscher Pharmakologe
- Bernard Behrens (1926–2012), kanadischer Schauspieler
- Bernd Behrens (* 1952), deutscher Badmintonspieler
- Bernhard Behrens (1847–1931), deutscher Kaufmann und Politiker
- Bertha Behrens (1848–1912), deutsche Schriftstellerin, siehe Wilhelmine Heimburg
- Bill Behrens (* 1970), US-amerikanischer Tennisspieler
- Brigitte Behrens (1951–2025), deutsche Soziologin und Greenpeace-Funktionärin

### C
- Carl Friedrich Behrens (1701–1750), deutscher Seefahrer und Entdecker
- Carl Georg Behrens (1792–1879), deutscher Offizier und Topograph
- Carl Ludwig Max Behrens (1850–1908), deutscher Generalmajor
- CC Behrens (Jürgen Behrens, * 1955), deutscher Musiker, Schlagzeuger und Perkussionist
- Christian Behrens (1852–1905), deutscher Bildhauer
- Christine Behrens (1934–2018), niederdeutsche Autorin
- Christoph Behrens (* 1962), deutscher Sozial- und Erziehungswissenschaftler
- Cläre Behrens (1915–1991), deutsche Widerstandskämpferin

### D
- Daniela Behrens (* 1968), deutsche Politikerin
- Detlef Behrens (* 1946), deutscher Fußballspieler
- Dietrich Behrens (1859–1929), deutscher Romanist
- Dirk Behrens (* 1954), deutscher Maler und Grafiker

### E
- Eduard Ludwig Behrens (Nankier, 1824) (1824–1895), deutscher Bankier und Kunstsammler
- Eduard Ludwig Behrens (Bankier, 1852) (1852–1925), deutscher Bankier
- Ernst Behrens (Industrieller) (1840–1910), deutscher Großindustrieller
- Ernst Behrens (Schriftsteller) (1878–1970), deutscher Heimatdichter und Schriftsteller des Niederdeutschen
- Ernst-August Behrens (1915–2000), deutscher Mathematiker und Hochschullehrer
- Ernst Christian August Behrens (um 1750–1817), deutscher Baumeister, Ingenieur und Kartograf

### F
- Ferdinand Behrens (1862–1925), deutscher Maler
- Franz Behrens (Politiker) (1872–1943), deutscher Politiker (DNVP)
- Franz Richard Behrens (1895–1977), deutscher Schriftsteller
- Friedrich Behrens (Landrat) (1828–nach 1872), deutscher Verwaltungsbeamter
- Friedrich Behrens (Politiker) (1897–1972), deutscher Landwirt und Politiker (BDV, FDP), MdBB
- Friedrich Behrens (1909–1980), deutscher Wirtschaftswissenschaftler
- Friedrich Behrens (Heimatverein Scheeßel) (1927–2003), Vorsitzender des Heimatverein Scheeßel
- Friedrich Eduard Behrens (1836–1920), deutscher Industrieller und Philanthrop
- Fritz Behrens (* 1948), deutscher Politiker (SPD)

### G
- Georg Behrens-Ramberg (1875–1955), deutscher Maler und Radierer
- Georg Henning Behrens (1662–1712), deutscher Arzt und Autor
- Gloria Behrens (* 1948), deutsche Regisseurin
- Gudrun Behrens (* 1956), deutsche Volleyballspielerin
- Gustav Behrens (Prähistoriker) (1884–1955), deutscher Prähistoriker
- Gustav Behrens (Agrarfunktionär) (1899–1948), deutscher Landwirt und Agrarfunktionär

### H
- Hanno Behrens (* 1990), deutscher Fußballspieler
- Hans Boeckh-Behrens (1898–1955), deutscher Generalleutnant
- Hans-Peter Behrens (* 1961), deutscher Politiker (Grüne)
- Hartmuth Behrens (* 1951), deutscher Fechter
- Hedwig Behrens (1900–1986), deutsche Historikerin und Archivarin
- Heidi Behrens (* 1946), deutsche Pädagogin
- Heike Behrens (* 1962), deutsche Sprachwissenschaftlerin
- Heinrich Behrens (Politiker, I) (J. A. Heinrich Behrens; um 1800–um 1865), deutscher Politiker, Bürgermeister von Magdeburg
- Heinrich Behrens (Unternehmer, 1804) (1804–1874), deutscher Obstzüchter und Baumschulen-, Bad- und Spielbankbesitzer
- Heinrich Behrens (Numismatiker) (1828–1913), deutscher Numismatiker
- Heinrich Behrens (Unternehmer, 1830) (1830–1915), deutscher Unternehmensgründer
- Heinrich Behrens (Politiker, 1873) (1873–1926), deutscher Landwirt und Politiker, MdL Hanover
- Heinrich Behrens (Schriftsteller) (1888–1964), deutscher Lehrer und Mundartschriftsteller
- Heinrich Behrens (SS-Mitglied) (1898–??), deutscher SS- und Polizeiführer
- Heinrich Behrens (Tiermediziner) (1920–1997), deutscher Tierarzt
- Heinrich Behrens (Politiker, 1924) (1924–2008), deutscher Politiker (SPD), MdBB
- Heinrich Behrens-Nicolai (1873–1960), deutscher Architekt
- Heinrich Ludwig Behrens (1787–1839), deutscher Kartograf, Topograph und Offizier
- Heinrich Wilhelm Behrens (1873–1956), deutscher Architekt
- Heinz Behrens (1932–2022), deutscher Schauspieler
- Heinz A. Behrens (* 1950), deutscher Politiker und Archäologe
- Helene Behrens (* 1915), deutsche Landwirtin und Politikerin
- Helmut Behrens (Chemiker) (1915–2000), deutscher Chemiker und Hochschullehrer
- Helmut Behrens (Architekt) (* 1947), deutscher Architekt und Denkmalpfleger
- Hennes Behrens (* 2005), deutscher Fußballspieler
- Henning Behrens (* 1940), deutscher Wirtschafts- und Politikwissenschaftler
- Henry Behrens (1890–1938), deutscher Ingenieur und Hochschullehrer
- Herbert Behrens (Politiker) (* 1954), deutscher Politiker (Die Linke)
- Herbert Behrens-Hangeler (1898–1981), deutscher Maler, Grafiker und Schriftsteller
- Hermann Behrens (Prähistoriker) (1915–2006), deutscher Prähistoriker
- Hermann Behrens (Ingenieur) (1915–??), deutscher Ingenieur
- Hermann Behrens (Altorientalist) (1944–1996), deutscher Altorientalist
- Hermann Behrens (Ökologe) (* 1955), deutscher Ökologe, Umwelthistoriker und Landschaftsplaner
- Hermann Behrens (Rennfahrer), deutscher Automobilrennfahrer
- Hildegard Behrens (1937–2009), deutsche Opernsängerin (Sopran)
- Hugo Behrens (Pseudonym B. Renz; 1820–1910), deutscher Schriftsteller und Militärarzt

### I
- Inge Behrens (* 1942), deutsche Filmeditorin
- Isaak Behrens (um 1695–1765), deutscher Hofjude

### J
- Jacob Behrens (1791–1852), deutscher Kaufmann und Politiker
- Jakob Behrens (auch James Behrens; 1824–1897), deutsch-amerikanischer Kaufmann und Entomologe
- Jens Behrens (* 1978), deutscher Politiker (SPD)
- Jette Behrens (* 2006), deutsche Fußballspielerin
- Johan Didrik Behrens (1820–1890), norwegischer Komponist
- Johann Behrens (Pflegewissenschaftler) (* 1949), deutscher Rettungssanitäter und Pflegewissenschaftler
- Johann Gerhard Behrens (1889–1979), deutscher Pastor und Astronom
- Johann Heinrich Behrens (1735–1844), deutscher Unteroffizier und Autor
- Johann Jacob Behrens (1788–??), deutscher Organist, Komponist und Musikpädagoge
- Johannes Behrens (1864–1940), deutscher Botaniker und Phytomediziner
- Josef Behrens (1890–1947), deutscher Ingenieur und Erfinder
- Jule Behrens (* 2003), deutsche Triathletin
- Jürgen Behrens (Philologe) (1935–2005), deutscher Philologe und Germanist
- Jürgen Behrens (* 1955), deutscher Musiker, Schlagzeuger und Perkussionist, siehe CC Behrens
- Jutta Behrens (* 1950), deutsche Badmintonspielerin

### K
- Karl Behrens (Bergrat) (1854–1906), deutscher Ingenieur und Unternehmer
- Karl Behrens (Politiker) (1879–1928), deutscher Politiker (SPD)
- Karl Behrens (1909–1943), deutscher Widerstandskämpfer
- Karl Christian Behrens (1907–1980), deutscher Wirtschaftswissenschaftler und Hochschullehrer
- Karl Heinz Behrens (1889–1940), deutscher Mediziner
- Katharina Behrens (* 1981), deutsche Schauspielerin
- Katja Behrens (1942–2021), deutsche Schriftstellerin
- Kevin Behrens (* 1991), deutscher Fußballspieler
- Kim Behrens (* 1992), deutsche Volleyball- und Beachvolleyballspielerin, siehe Kim van de Velde
- Klaus Behrens (1941–2022), deutscher Ruderer
- Klaus Behrens (Basketballspieler), deutscher Basketballspieler
- Konrad Barthold Behrens (1660–1736), deutscher Arzt und Historiker
- Kurt Behrens (1884–1928), deutscher Turmspringer

### L
- Leffmann Behrens (1634–1714), deutscher Hofjude und Bankier
- Lilli Behrens (1869–1959), deutsche Zeichnerin, Textil- und Papierkünstlerin

### M
- Manfred Behrens (* 1956), deutscher Politiker (CDU)
- Manja Behrens (1914–2003), deutsche Schauspielerin
- Maria Behrens (* 1963), deutsche Politikwissenschaftlerin
- Marie Margarete Behrens (1883–1958), deutsche Illustratorin und Bilderbuchautorin
- Marlies Behrens (* 1939), deutsches Model und Schauspielerin
- Martha Behrens (* um 1932), deutsche Tischtennisspielerin
- Martin Behrens (* 1967), deutscher Sozialwissenschaftler
- Max Behrens (1886–1967), deutscher Politiker (SPD), MdHB
- Michael Behrens (Bildhauer) (* 1973), deutscher Bildhauer
- Michael Abraham Behrens (1812–1879), deutscher Unternehmer, Kommunalpolitiker sowie Vize-Vorsteher der jüdischen Gemeinde in Hannover
- Minna Höcker-Behrens (1868–1938), deutsche Schauspielerin
- Morten Behrens (* 1997), deutscher Fußballtorwart

### N
- Niklas Behrens (* 2003), deutscher Radrennfahrer

### O
- Oscar Behrens (1880–1969), deutscher Verwaltungsjurist und Bürgermeister
- Otto Behrens (Politiker) (1863–1946), deutscher Abgeordneter, Mitglied des Braunschweigischen Landtags und Erster Vizepräsident der Braunschweigischen Landesversammlung
- Otto Behrens (Pilot) (1913–1952), deutscher Jagdflieger und Testpilot, verunglückte bei der Erprobung der argentinischen I.Ae. 33 Pulqui II tödlich

### P
- Pamela Behrens (* 1946), US-amerikanische Ruderin
- Paul Behrens (1893–1984), deutscher Uhrmacher
- Peter Behrens (1868–1940), deutscher Architekt, Maler und Designer
- Peter Behrens (Jurist) (* 1939), deutscher Jurist
- Peter Behrens (Schlagzeuger) (1947–2016), deutscher Musiker und Clown
- Peter Behrens (Schriftsteller) (* 1954), kanadischer Schriftsteller
- Peter Behrens (Chemiker) (1957–2023), deutscher Chemiker
- Philipp Behrens (1892–1948), deutscher Beamter und Landherr

### R
- Rico Behrens (* 1980), deutscher Politikdidaktiker
- Robert Behrens (1885–1942), dänischer Ringer
- Roger Behrens (* 1967), deutscher Philosoph und Sozialwissenschaftler
- Rolf Behrens (1948–2013), deutscher Fußballtrainer und Talentscout
- Rudolf Behrens (Politiker) (1880–nach 1946), deutscher Politiker (DDP, CDU), MdL
- Rudolf Behrens (Schriftsteller) (1889–1943), deutscher Lehrer, Redakteur und Schriftsteller
- Rudolf Behrens (Romanist) (* 1951), deutscher Romanist
- Rudolph August Behrens (um 1700–1748), deutscher Mediziner

### S
- Siegfried Behrens (Jurist) (1768–1828), deutscher Landvogt
- Siegfried Behrens (Rabbiner) (1876–um 1942), deutscher Rabbiner
- Siegfried Behrens (Mediziner) (* 1942), deutscher Unfallchirurg
- Sigrid Behrens (* 1976), deutsche Künstlerin und Schriftstellerin
- Sonja von Behrens (* 1966), deutsche Historikerin, Schriftstellerin und Regisseurin
- Stefan Behrens (* 1942), deutscher Schauspieler
- Steffen Behrens (* 1987), deutscher Basketballspieler

### T
- Taylor Behrens, US-amerikanischer Theater- und Filmschauspieler sowie Musicaldarsteller
- Theodor Behrens (Kunstsammler) (1857–1921), deutscher Bankier, Kunstsammler und Mäzen
- Theodor Heinrich Behrens (1842–1905), deutscher Chemiker
- Till Behrens (* 1931), deutscher Architekt, Industriedesigner und Stadtplaner

### U
- Uwe Behrens (Autor) (* 1944), Unternehmer
- Uwe Behrens (* 1959), deutscher Fußballspieler

### W
- Walter Behrens (Politiker) (1889–1977), deutscher Politiker (NSDAP)
- Walter Behrens (Maler) (1911–1999), deutscher Maler
- Wilhelm Behrens (1827–1900), deutscher Missionar in Afrika, siehe Hermannsburger Mission
- Wilhelm Behrens (Botaniker) (1854–1903), deutscher Botaniker
- Wilhelm Behrens (Architekt) (1874–1954), deutscher Architekt
- Wilhelm Behrens (Politiker) (1885–1958), deutscher Politiker (USPD, SPD)
- Wilhelm Behrens (Offizier) (1888–1968), deutscher Generalleutnant
- Wilhelm Behrens (Pianist) (1930–2000), deutscher Pianist und Hochschullehrer
- Wille Behrens, deutscher Handballtorwart
- Wolfgang Behrens (Musikwissenschaftler) (* 1970), deutscher Musikwissenschaftler
- Wolfgang Behrens-Baumann (* 1945), deutscher Ophthalmologe